# Symphoricarpos microphyllus
Symphoricarpos microphyllus là một loài thực vật có hoa trong họ Kim ngân. Loài này được Kunth miêu tả khoa học đầu tiên năm 1818.